# Symfonie nr. 2 (Bush)
Alan Bush voltooide zijn Symfonie nr. 2 "The Nottingham Symphony" in 1949.

## Geschiedenis
Bush schreef de symfonie op verzoek van de Nottingham Co-operative Society ter viering van het 500-jarig bestaan van de Royal Charter van Nottingham uit 1449. De eerste uitvoering vond dus ook plaats in Nottingham, in de Albert Hall aldaar. De plaatselijke dirigent David Ellenberg mocht leiding geven aan het London Philharmonic Orchestra op 27 juni 1949. Bush had de symfonie vooraf laten keuren door Edmund Rubbra, William Alwyn en Lennox Berkeley, die hem fantastisch vonden. De Grove Dictionary of Music durfde destijds zelfs een vergelijking aan met de Symfonie nr. 7 van Dmitri Sjostakovitsj, waarbij Bush’ werk als belangrijker werd ingeschat. Dat alles kon echter niet voorkomen dat het werk zelden uitvoeringen kreeg, hetgeen deels te wijten is aan de communistische sympathieën van de componist. Het is wel een van de weinige werken van Bush, waarvan in 2017 meerdere opnamen voorhanden zijn.

## Muziek
Die procommunistische houding had invloed op de muziek. In het voorjaar van 1948 werd een deel van de Russische componisten getroffen door een ban van hun muziek. De autoriteiten, die grote invloed hadden op het culturele leven, wilden uitsluitend nog muziek voor het volk op de lessenaars zien. Al te veel moderniteiten (afkomstig uit het westen) werden niet meer toegestaan. Bush had in zijn eerste symfonie dodecafonie toegepast, een stijl die na 1948 in de Sovjet-Unie uit den boze was. De muziek van Bush was weleens in het Oostblok te horen en om zijn werken daar te kunnen blijven uitvoeren was aanpassing dus nodig. Bush kwam dan ook met een symfonie die grotendeels in de klassieke symfonietraditie paste. De vier delen zijn gestoeld op de sonatevorm (delen 1, 2 en 4) en een de passacaglia (deel 3).
De vier delen verwijzen uiteraard naar Nottingham en omgeving:
- Sherwood Forest, een eerbetoon aan dat mooie bis en aan zijn bekendste bewoner Robin Hood
- Clifton Grove, muzikaal schilderij van de rivier Trent bij Clifton Grove, met een duet tussen cello en klarinet
- Castle Rock of wel Nottingham Castle, de zetel van Henry Pelham-Clinton, 4th Duke of Newcastle, de hertog van Newcastle-under-Lyme, die tegen de Reform Act van 1832 stemde en wiens kasteel deels werd platgebrand door de plaatselijke bevolking;
- Goose fair, ganzenmarkt, die al eeuwenlang in Nottingham wordt gehouden

### Orkestratie
- 2 dwarsfluiten, 2 hobo’s,  2 klarinetten, 2 fagotten
- 4 hoorns,  3 trompetten, 3  trombones, 1 tuba
- pauken, percussie
- violen, altviolen, celli, contrabassen